# Гунст, Евгений Анатольевич
Евгений Анатольевич Гунст (20 мая 1901, Москва — 1 сентября 1983, Москва) — советский переводчик и литературовед, специалист по французской литературе. Один из авторов «Литературной энциклопедии».

## Биография
Евгений Гунст родился 20 мая 1901 года в Москве, в семье архитектора Анатолия Оттовича Гунста и Матильды Цезаревны Робер-Нику. Он поступил в 5-ю московскую гимназию, а закончил её уже после революции, когда она называлась «35-я Московская Советская трудовая школа». В 1919—1927 годах Гунст служил в армии с перерывом в 1922—1924 годах, когда учился на отделении языка и литературы историко-филологического факультета Московского университета. Затем работал в Народном комиссариате внутренней и внешней торговли СССР.
В 1931 году Гунст начал деятельность переводчика и редактора французской литературы в ведущих издательствах СССР — «Художественная литература», «Наука», «Искусство» и «Academia». Преподавал в Московском библиотечном институте и в Московском городском педагогическом институте имени В. П. Потёмкина. В 1942 году был принят в Союз писателей СССР, в 1945 защитил кандидатскую диссертацию по филологии о творчестве Альфреда де Виньи. 
Гунст перевёл тексты многих французских писателей XIX века, но при этом основной сферой его интересов всегда был XVIII век. «Самой сильной его любовью был аббат Прево. Гунст собирал его книги и литературу о нём; „Манон Леско“ была у него в десятках изданий. Он был буквально влюблён в героиню этого замечательного романа, так что жена даже шутливо ревновала его к Манон. Перевести эту книгу было давней мечтой Гунста, но, когда представилась такая возможность, он от этого отказался, так как считал необходимым издать перевод своего учителя, старшего брата Ф. А. Петровского, Михаила Александровича (1887—1940), невинно осуждённого и погибшего в сталинских лагерях. Гунст лишь подготовил переиздание этого перевода, снабдив его обстоятельным комментарием и вдохновенной статьёй».
Евгений Гунст умер 1 сентября 1983 года в Москве; был похоронен на Ваганьковском кладбище.

## Награды
- Медаль «За оборону Москвы»
- Медаль «За доблестный труд в Великой Отечественной войне 1941—1945 гг.»
- Почётная грамота Президиума Верховного Совета РСФСР за заслуги перед отечественной литературой (1981).